# 光荣之路 (2006年电影)
《熱血強籃》（英語：Glory Road）是一部由詹姆斯·加特纳执导的影片，于2006年上映。本片根据真实故事改编，讲述了德州西部大学（如今的德克萨斯大学艾尔帕索分校）篮球队在教练唐·哈斯金斯的带领下，以一支史无前例的首发全黑人球员队伍赢得1966年NCAA竞标赛冠军的历程。